# S・J・ローザン
S・J・ローザン（S. J. Rozan、1950年 - ）は、アメリカ合衆国の小説家。ニューヨーク州・ニューヨーク市・ブロンクス区で生まれ育った生粋のニューヨーカーで、数々のミステリの賞を受賞している代表作「リディア・チン&ビル・スミス」シリーズも同地を舞台としている。

## 作品リスト
リディア・チン&ビル・スミス シリーズ
| #  | 邦題                   | 原題                   | 刊行年 | 刊行年月   | 出版社                      | 訳者     | ISBN                   |
| -- | ---------------------- | ---------------------- | ------ | ---------- | --------------------------- | -------- | ---------------------- |
| 1  | チャイナタウン         | China Trade            | 1994年 | 1997年11月 | 東京創元社 （創元推理文庫） | 直良和美 | ISBN 4-488-15302-X     |
| 2  | ピアノ・ソナタ         | Concourse              | 1995年 | 1998年12月 | 東京創元社 （創元推理文庫） | 直良和美 | ISBN 4-488-15303-8     |
| 3  | 新生の街               | Mandarin Plaid         | 1996年 | 2000年4月  | 東京創元社 （創元推理文庫） | 直良和美 | ISBN 4-488-15304-6     |
| 4  | どこよりも冷たいところ | No Colder Place        | 1997年 | 2002年6月  | 東京創元社 （創元推理文庫） | 直良和美 | ISBN 4-488-15305-4     |
| 5  | 苦い祝宴               | A Bitter Feast         | 1998年 | 2004年1月  | 東京創元社 （創元推理文庫） | 直良和美 | ISBN 4-488-15306-2     |
| 6  | 春を待つ谷間で         | Stone Quarry           | 1999年 | 2005年8月  | 東京創元社 （創元推理文庫） | 直良和美 | ISBN 4-488-15307-0     |
| 7  | 天を映す早瀬           | Reflecting the Sky     | 2001年 | 2006年11月 | 東京創元社 （創元推理文庫） | 直良和美 | ISBN 4-488-15308-9     |
| 8  | 冬そして夜             | Winter and Night       | 2002年 | 2008年6月  | 東京創元社 （創元推理文庫） | 直良和美 | ISBN 978-4-488-15309-0 |
| 9  | シャンハイ・ムーン     | The Shanghai Moon      | 2009年 | 2011年9月  | 東京創元社 （創元推理文庫） | 直良和美 | ISBN 978-4-488-15311-3 |
| 10 | この声が届く先         | On the Line            | 2010年 | 2012年6月  | 東京創元社 （創元推理文庫） | 直良和美 | ISBN 978-4-488-15312-0 |
| 11 | ゴースト・ヒーロー     | Ghost Hero             | 2011年 | 2014年7月  | 東京創元社 （創元推理文庫） | 直良和美 | ISBN 978-4-488-15314-4 |
| 12 | 南の子供たち           | Papor Son              | 2019年 | 2022年5月  | 東京創元社 （創元推理文庫） | 直良和美 | ISBN 978-4-488-15315-1 |
| 13 | その罪は描けない       | The Art of Violence    | 2020年 | 2023年6月  | 東京創元社 （創元推理文庫） | 直良和美 | ISBN 978-4-488-15316-8 |
| 14 | ファミリー・ビジネス   | Family Business        | 2021年 | 2024年12月 | 東京創元社 （創元推理文庫） | 直良和美 | ISBN 978-4-488-15317-5 |
| 15 |                        | The Mayors of New York | 2023年 |            |                             |          | ISBN 978-1-639-36525-8 |
- 夜の試写会（2010年4月、直良和美訳、創元推理文庫、ISBN 978-4-488-15310-6） - 日本オリジナルの短編集
  - 収録作：「夜の試写会」「熱き想い」「ペテン師ディランシー」「ただ一度のチャンス」「天の与えしもの」「人でなし」「虎の尾を踏む者」

- 永久に刻まれて（2013年8月、直良和美訳、創元推理文庫、ISBN 978-4-488-15313-7）
  - 収録作：「永久に刻まれて」「千客万来の店」「舟を刻む」「少年の日」「かけがえのない存在」「チン・ヨンユン乗り出す」「春の月見」

ディ・レン・ジエ&ラオ・シェ シリーズ（ジョン・シェン・イェン・ニーとの共著）
- The Murder of Mr Ma （2024年）
- The Railway Conspiracy （2025年）

シリーズ外作品
- Absent Friends （2004年）
- In This Rain （2006年）

## 受賞・ノミネート
| タイトル               | 年     | 賞                    | 結果       |
| ---------------------- | ------ | --------------------- | ---------- |
| ピアノ・ソナタ         | 1996年 | シェイマス賞 長編賞   | 受賞       |
| どこよりも冷たいところ | 1998年 | アンソニー賞 長編賞   | 受賞       |
| どこよりも冷たいところ | 1998年 | バリー賞 長編賞       | ノミネート |
| どこよりも冷たいところ | 1998年 | シェイマス賞 長編賞   | ノミネート |
| 天を映す早瀬           | 2002年 | シェイマス賞 長編賞   | 受賞       |
| 天を映す早瀬           | 2002年 | エドガー賞 長編賞     | ノミネート |
| 天を映す早瀬           | 2002年 | アンソニー賞 長編賞   | ノミネート |
| ペテン師ディランシー   | 2002年 | エドガー賞 短編賞     | 受賞       |
| 冬そして夜             | 2003年 | エドガー賞 長編賞     | 受賞       |
| 冬そして夜             | 2003年 | ネロ・ウルフ賞        | 受賞       |
| 冬そして夜             | 2003年 | マカヴィティ賞 長編賞 | 受賞       |
| 冬そして夜             | 2003年 | アンソニー賞 長編賞   | ノミネート |
| 冬そして夜             | 2003年 | バリー賞 長編賞       | ノミネート |
| 冬そして夜             | 2003年 | シェイマス賞 長編賞   | ノミネート |
| 冬そして夜             | 2009年 | ファルコン賞          | 受賞       |
| 春を待つ谷間で         | 2003年 | アンソニー賞 長編賞   | ノミネート |
| Absent Friends         | 2005年 | ガムシュー賞          | ノミネート |
| In This Rain           | 2008年 | ネロ･ウルフ賞         | ノミネート |
| シャンハイ・ムーン     | 2010年 | ディリス賞            | 受賞       |
| ゴースト・ヒーロー     | 2012年 | ディリス賞            | 受賞       |
| 南の子供たち           | 2023年 | ファルコン賞          | 受賞       |